# Yang (namn)
Yang är ett efternamn eller släktnamn, som är vanligt i Kina och Korea. Det skrivs på kinesiska traditionellt 楊, förenklat 杨, pinyin Yáng.  	
Den 31 december 2014 var 755 personer med efternamnet Yang bosatta i Sverige.

## Personer med efternamnet Yang
Personer utan angiven nationalitet är från Kina
Män
- Andrew Yang (född 1975), amerikansk entreprenör, advokat och politisk kommentator
- Yang Bozhen (1919–1987), diplomat och kommunistisk politiker, ambassadör i Sverige
- Chen Ning Yang (född 1922), kinesisk-amerikansk fysiker, nobelpristagare 1957
- Yang Guirong (född 1941), diplomat, ambassadör i Sverige
- Yang Hak-Seon (född 1992), sydkoreansk gymnast
- Yang Hui (1238–omkring 1298), matematiker
- Yang Hyun-Mo (född 1971), sydkoreansk brottare
- Jerry Yang (pokerspelare) (född 1968), amerikansk pokerspelare
- Yang Jiechi (född 1950), kommunistisk politiker, utrikesminister
- Yang Jung-Mo (född 1953), sydkoreansk brottare
- Yang Kyong-Il (född 1989), nordkoreansk brottare
- Yang Lian (född 1955), poet
- Yang Liwei (född 1965), pilot och astronaut
- Peidong Yang (född 1971), kinesisk-amerikansk kemist och materialvetare
- Yang Shangkun (1907–1998), militär och kommunistisk politiker
- Yang Wei (gymnast) (född 1980), gymnast
- Yang Wenjun (född 1983), kanotist
- Yang Xiaoxu (född 1996), kanotist
- Yang Yong-eun (född 1972), sydkoreansk golfspelare
- Yang Zhi (född 1983), fotbollsspelare
- Yang Zhu (440–360 f.Kr.), filosof

Kvinnor
- Yang Guifei (719–756), kejserlig konkubin
- Haegue Yang (född 1971), sydkoreansk installationskonstnär
- Yang Jiang (1911–2016), dramatiker, författare och översättare
- Yang Kaihui (1901–1930), Mao Zedongs andra hustru
- Pati Yang (född 1980), polsk sångerska och låtskrivare
- Yang Peiqi (född 2007), simmare
- Rainie Yang (född 1984), taiwanesisk sångerska, skådespelare och programledare
- Yang Shaoqi (född 1976), fäktare
- Yang Wei (född 1979), badmintonspelare
- Yang Xiao (född 1964), roddare
- Yang Xiaojun (född 1963), volleybollspelare
- Yang Xiuli (född 1983), judoutövare
- Yang Yali (aktiv 2006), kanotist
- Yang Yang (född 1976), skridskoåkare
- Yang Yilin (född 1992), gymnast
- Yang Ying (född 1977), bordtennisspelare
- Yang Young-Ja (född 1964), sydkoreansk bordtennisspelare
- Yang Yun (född 1984), gymnast